# Luigi Di Maio
Luigi Di Maio (n. 6 iulie 1986, Avellino, Campania, Italia) este un om politic italian, lider politic al Mișcării Cinci Stele din 2017 și din 2018 viceprim-ministru, ministrul muncii și al justiției sociale și al dezvoltării economice în Guvernul Italiei. 
Din 2013 până în 2018 a fost vicepreședintele Camerei Deputaților din Italia.